# 主观验证
主观验证（英语：Subjective Validation），有时也称为个人验证效应，是一种認知偏誤，即某人由于一项表述或信息对其具有个人意义或较为重要，而认为该表述或信息是正确的。 换言之，观点被主观验证所影响的人会认为两个无关的事件（即巧合）相互关联，是因为他们的个人信念需要两者相关。主观验证与巴納姆效應具有密切联系，是冷讀法的一个重要原理。该效应也被认为是大多数超自然现象报告的主要原因。 罗伯特·托德·卡罗尔认为，心理学家雷伊·海曼是主观验证和冷读的顶级专家。
主观验证这一术语首次出现在1980年出版的书籍心灵心理学中，由心理学家 David F. Marks 和 Richard Kammann 使用。